# Котиски Алпи
Котиски Алпи (лат. Alpes Cottiae) је била римска царска провинција смештена у западним Алпима, између данашње Француске и Италије. На западу cе граничила с Нарбонском Галијом, на југу с Алпес Маритиме. 
Главни град провинције је било насеље Сегусио (Segusio), данашња Суса у Пијемонту.
Име провинције потиче од Котиуса (Cottiusa), локалног владара, чије је краљевство анексирано у Царство за време Августа и који је Римљанима помагао у њиховом освајању овог подручја. 
Иако део Рима, њему и његовом сину наследнику дозвољено је да владају овим подручјем. Након синовљеве смрти, Нерон је именовао прокуратора и подручје је службено постало римском провинцијом.